# Schaffhouse-sur-Zorn

Schaffhouse-sur-Zorn este o comună în departamentul Bas-Rhin, Franța. În 1 ianuarie 2018 avea o populație de 407 de locuitori.